# 1988年全豪オープン
1988年 全豪オープン（1988ねんぜんごうオープン、Australian Open 1988）は、オーストラリア・メルボルンにある「メルボルン・パーク・ナショナルテニスセンター」にて、1988年1月11日から24日にかけて開催された。

## 大会の流れ
- この年から、大会会場が新しい「メルボルン・パーク・ナショナルテニスセンター」に移転した。サーフェスも前年までの「クーヨン・テニスクラブ」の芝生コートから、「リバウンド・エース」と呼ばれるハードコートに変わった。
- この年から男女シングルスは「128名」の選手による7回戦制になり、前年にあった「1回戦不戦勝」（抽選表では“Bye”と表示）が廃止された。こうして全豪オープンもすべてが全仏オープン・ウィンブルドン・全米オープンと同じ仕組みになり、ようやく現在のようなシステムが確立した。

## シード選手

### 男子シングルス
1. イワン・レンドル　（ベスト4）
2. ステファン・エドベリ　（ベスト4）
3. マッツ・ビランデル　（優勝、4年ぶり3度目）
4. パット・キャッシュ　（準優勝）
5. ヤニック・ノア　（4回戦）
6. アンダース・ヤリード　（ベスト8）
7. アンリ・ルコント　（3回戦）
8. スロボダン・ジボイノビッチ　（3回戦）
9. ヤコブ・ラセク　（1回戦）
10. アモス・マンスドルフ　（1回戦）
11. ピーター・ルンドグレン　（2回戦）
12. クリスト・バン・レンスバーグ　（3回戦）
13. ポール・アナコーン　（1回戦）
14. ヨナス・スベンソン　（4回戦）
15. ケリー・エバーンデン　（1回戦）
16. ウォリー・マスー　（4回戦）

### 女子シングルス
1. シュテフィ・グラフ　（初優勝）
2. マルチナ・ナブラチロワ　（ベスト4）
3. クリス・エバート　（準優勝）
4. パム・シュライバー　（4回戦）
5. ハナ・マンドリコワ　（ベスト8）
6. ヘレナ・スコバ　（ベスト8）
7. ジーナ・ガリソン　（2回戦）
8. クラウディア・コーデ＝キルシュ　（ベスト4）
9. ロリ・マクニール　（4回戦）
10. バーバラ・ポッター　（4回戦）
11. シルビア・ハニカ　（4回戦）
12. ベッティーナ・バンジ　（大会開始前に棄権）
13. カタリナ・リンドクイスト　（4回戦）
14. ダイアン・フロムホルツ　（1回戦）
15. ウェンディ・ターンブル　（大会開始前に棄権）
16. エリザベス・スマイリー　（1回戦）

## 大会経過

### 男子シングルス
準々決勝
- イワン・レンドル vs.  トッド・ウィッツケン　6-2, 6-1, 7-6
- パット・キャッシュ vs.  ミキエル・シャパース　6-1, 6-4, 6-2
- マッツ・ビランデル vs.  アンダース・ヤリード　7-6, 6-2, 6-3
- ステファン・エドベリ vs.  アンドレイ・チェスノコフ　4-6, 7-6, 6-4, 6-4

準決勝
- パット・キャッシュ vs.  イワン・レンドル　6-4, 2-6, 6-2, 4-6, 6-2
- マッツ・ビランデル vs.  ステファン・エドベリ　6-0, 6-7, 6-3, 3-6, 6-1

### 女子シングルス
準々決勝
- シュテフィ・グラフ vs.  ハナ・マンドリコワ　6-2, 6-2
- クラウディア・コーデ＝キルシュ vs.  アン・ミンター　6-2, 6-4
- クリス・エバート vs.  クラウディア・ポービック　6-3, 6-1
- マルチナ・ナブラチロワ vs.  ヘレナ・スコバ　6-4, 7-6

準決勝
- シュテフィ・グラフ vs.  クラウディア・コーデ＝キルシュ　6-2, 6-3
- クリス・エバート vs.  マルチナ・ナブラチロワ　6-2, 7-5

## 決勝戦の結果
- 男子シングルス： マッツ・ビランデル vs.  パット・キャッシュ　6-3, 6-7, 3-6, 6-1, 8-6
- 女子シングルス： シュテフィ・グラフ vs.  クリス・エバート　6-1, 7-6
- 男子ダブルス： リック・リーチ＆ ジム・ピュー vs.  ジェレミー・ベイツ＆ ピーター・ルンドグレン　6-3, 6-2, 6-3
- 女子ダブルス： マルチナ・ナブラチロワ＆ パム・シュライバー vs.  クリス・エバート＆ ウェンディ・ターンブル　6-0, 7-5
- 混合ダブルス： ジム・ピュー＆ ヤナ・ノボトナ vs.  ティム・ガリクソン＆ マルチナ・ナブラチロワ　5-7, 6-2, 6-4

## みどころ
- 男子シングルス準優勝者のパット・キャッシュは、前年に続いてスウェーデン勢に決勝で敗れ、2年連続で地元優勝のチャンスを逃した。女子シングルスではクリス・エバートがシュテフィ・グラフに敗れて準優勝になったが、これがエバートの最後の4大大会決勝進出になった。エバートの女子シングルス決勝進出回数「34」（18勝16敗）はテニス界の歴代1位記録。